# Lonicera rhytidophylla
Lonicera rhytidophylla är en kaprifolväxtart som beskrevs av Hand.-mazz. Lonicera rhytidophylla ingår i släktet tryar, och familjen kaprifolväxter. Inga underarter finns listade i Catalogue of Life.